# جومتين بيتش
جومتين بيتش هي بلدة على الساحل الشرقي من خليج تايلاند[بحاجة لمصدر] حوالي 165 كم جنوب شرق بانكوك [بحاجة لمصدر]في مقاطعة تشونبوري[بحاجة لمصدر]. تقع على بعد حوالي 3 كم جنوب باتايا وهي موطن للوحدات السكنية الشاهقة والفنادق بجانب الشاطئ والشواطئ والمطاعم.

## المدينة
شهدت مدينة جومتين بيتش طفرة في البناء في السنوات العديدة الماضية، مع العديد من الوحدات السكنية الجديدة والمشاريع السكنية التي بنيت في المنطقة. أصبحت ذات شعبية كبيرة بين سكان بانكوك الذين يبحثون عن منزل اخر، وكذلك مع المتقاعدين الأجانب. مجمع جومتين هو تطوير عقاري هام يقع على بعد مبنى سكني من الشاطئ، ويضم مجموعة كبيرة من المحلات التجارية والمطاعم والحانات والمتاجر. كان الاتجاه الأخير هو افتتاح العديد من المطاعم الراقية على طول طريق ثابرايا
، الطريق الرئيسي الذي يربط بين باتايا وجومتين. بالإضافة إلى ذلك، تم الانتهاء من الطريق الثاني (الذي يمتد بالتوازي مع طريق الشاطئ بحوالي 400 متر داخلي) في السنوات القليلة الماضية. ويضم الآن العديد من التطورات الجديدة. يقع سوق جومتين بالقرب من مجمع آخر يضم حوالي 60+ بارًا في الهواء الطلق، وهو الآن نقطة محورية أخرى لرواد الشاطئ. جيث ان عدد كبير من المواطنين الروس والاسكندنافيين يزورون المنطقة أو يعيشون فيها. على وجه الخصوص، كما ان هناك مستعمرتان نرويجيتان كبيرتان، تسمى نورديك ونيو نورديك على فرا تامناك هيل.

## المواصلات داخل المدينة
الطريق، عبر طريق بانكوك - تشونبوري - باتايا السريع (الطريق السريع 7) يرتبط الطريق السريع بالطريق الدائري الخارجي في بانكوك (الطريق السريع 9) وهناك أيضًا مدخل آخر عند تقاطع سي ناخارين وراما التاسع. عبر طريق Bang Na-Trat السريع (الطريق السريع 34)، عبر نهر بانغ بانغ إلى تشونبوري، يوجد ممر تشونبوري الذي يلتقي بطريق سوكومفيت، (الطريق السريع 3، مروراً بشاطئ Bang Saen ، Bang Phra إلى باتايا.
طرق المدينة، طريق شاطئ جومتين يمتد هذا الشارع بموازاة الشاطئ، طريق جومتين الثاني (امتداد طريق ثابرايا), حيث يمتد هذا الطريق المكون من أربعة حارات موازيًا لطريق الشاطئ ويتصل بطريق ثابرايا من الشمال وسوي وات بون من الجنوب. طريق ثابرايا، يبدأ عند الطرف الشمالي من طريق شاطئ جومتين وعند تقاطع طريق جومتين الثاني يتجه يسارًا (شمالًا) ويشكل طريق الوصول الرئيسي إلى باتايا. طريق ثبراسيت حيث يربط هذا الشارع طريق ثابرايا بطريق سوكومفيت. صوا وات بون: يربط هذا الشارع جنوب طريق شاطئ جومتين بطريق سوخومفيت. كما يربط هذا الشارع جنوب طريق شاطئ جومتين بطريق سوخومفيت.
أوتوبيس، تخدم باتايا خدمات حافلات متكررة من محطة حافلات بانكوك الشمالية (مو تشيت) ومحطة الحافلات الشرقية (إيكاماي). تخدم الحافلات من باتايا المدن الإقليمية القريبة وتخدم طرق المسافات الطويلة العديد من عواصم المقاطعات. كما يتم تقديم خدمات المدينة والضواحي بشكل أساسي من قبل المطربين الأزرق. وهي متوفرة في محطة حافلات باتايا نويا لنقل الركاب إلى شاطئ جومتين. توجد الآن خدمة حافلات منتظمة من محطة الحافلات على طريق ثابرايا (شمال تقاطع طريق ثبراسيت) إلى مطار سوفارنابومي.
سيارات الأجرة، هناك بعض سيارات الأجرة المقننة وعربات النقل المكيفة التي تعمل بالتأجير الخاص من بعض مواقف السيارات بالفندق. Songthaews (المعروف أيضًا باسم "bahtbus") هي أكثر وسائل النقل العام شيوعًا، وتنطلق من شاطئ جومتين إلى شمال باتايا. على الطريق العادي، حيث تبلغ التكلفة 10 باهت للمسافات الأقصر ومعظم وجهات باتايا أو 20 باهت لشمال باتايا وما وراءها. ومع ذلك، يمكن أن تكون أعلى بكثير إذا طُلب منها الذهاب إلى وجهة معينة. تعمل سيارات الأجرة ذات الدراجات النارية بشكل عام في المدينة والضواحي، ويستخدمها السكان المحليون بشكل أساسي لمسافات قصيرة.

هواء الشاطئ، يبعد شاطئ جومتين حوالي 1 إلى 2 ساعة، أو 120 كم عن طريق البر من مطار سوفارنابومي، مركز بانكوك الدولي. عن طريق البر، يتم الوصول إليه من طريق سوكومفيت والطريق السريع 7 من بانكوك. توجد محطة جديدة لخدمة حافلات المطار تقع على طريق ثابرايا شمال تقاطع طريق ثبراسيت. جنوب شاطئ جومتين، مطار يو تاباو الدولي (UTP) مفتوح للحركة الجوية، فهو يقع على بعد حوالي 50 دقيقة بالسيارة، أو 40 كم عن طريق البر.